# Lasioserica itohi
Lasioserica itohi är en skalbaggsart som beskrevs av Ahrens 2002. Lasioserica itohi ingår i släktet Lasioserica och familjen Melolonthidae. Inga underarter finns listade i Catalogue of Life.